# 521 (numero)
Cinquecentoventuno (521) è il numero naturale dopo 520 e prima del 522.

## Proprietà matematiche
- È un numero dispari.
- È un numero primo.
- È un numero difettivo.
- È un numero primo di Eisenstein.
- È il quattordicesimo numero della successione di Lucas, dopo il 322 e prima del 843.
- È un numero palindromo nel sistema di numerazione posizionale a base 11 (434) e in quello a base 20 (161).
- È parte delle terne pitagoriche (279, 440, 521), (521, 135720, 135721).

## Astronomia
- 521 Brixia è un asteroide della fascia principale del sistema solare.
- NGC 521 è una galassia spirale della costellazione della Balena.

## Astronautica
- Cosmos 521 è un satellite artificiale russo.